# 納維亞河

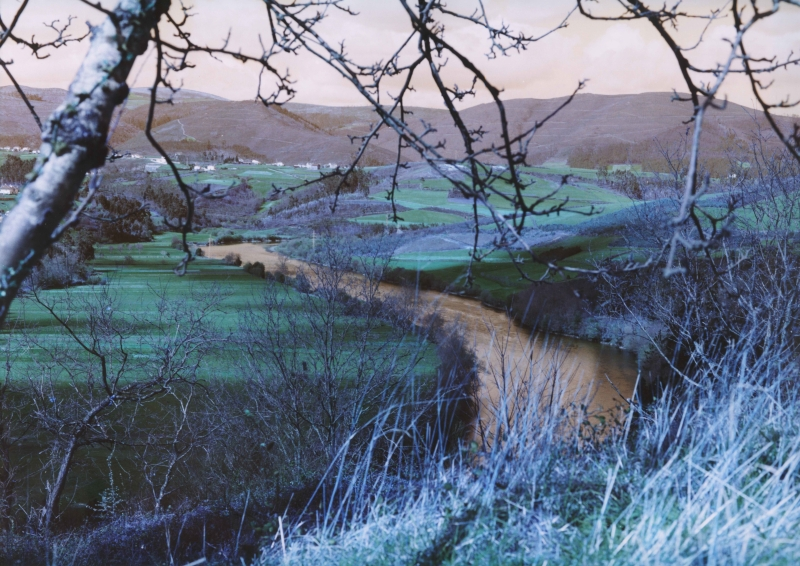
納維亞河

納維亞河（西班牙語：Río Navia）是西班牙的河流，位於該國北部，最終在納維亞注入比斯開灣，河道全長99公里，流域面積2,572平方公里，平均流量每秒65.5立方米。

## 外部連結
- Official website （页面存档备份，存于） （西班牙文）